# МКС-4
МКС-4 — четвёртая долговременная экспедиция Международной космической станции. Экспедиция работала на борту МКС с 7 декабря 2001 года по 15 июня 2002 года - самая длительная экспедиция на борту МКС на текущее время (превышена длительность экспедиции МКС-2).
Во время четвёртой экспедиции были приняты: два шаттла, которые доставили центральную секцию S0 Основной фермы, мобильный транспортер MT и мобильную систему обслуживания MBS; приняты и разгружены ТГК «Прогресс М1-8» и грузовой модуль «Леонардо»; российская экспедиция посещения на корабле «Союз ТМ-34» (со вторым космическим туристом, посетившим МКС, Марком Шаттлвортом). Были выполнены цикл испытаний манипулятора SSRMS, продолжены научные исследования по российской и американской программам. Станция передана экипажу 5-й основной экспедиции.

## Экипаж
| Должность   | Член экипажа               | № полёта | Корабль доставки | Корабль отбытия |
| ----------- | -------------------------- | -------- | ---------------- | --------------- |
| Командир    | Юрий Онуфриенко, Роскосмос | 2        | STS-108          | STS-111         |
| Бортинженер | Дэниел Бурш, НАСА          | 4        | STS-108          | STS-111         |
| Бортинженер | Карл Уолз, НАСА            | 4        | STS-108          | STS-111         |

### Дублирующий экипаж
| Должность   | Член экипажа                | № полёта |
| ----------- | --------------------------- | -------- |
| Командир    | Геннадий Падалка, Роскосмос | 2        |
| Бортинженер | Стивен Робинсон, НАСА       | 3        |
| Бортинженер | Эдвард Финк, НАСА           | 1        |

ИсточникНовости космонавтики.

## Параметры полёта
- Наклонение орбиты — 51,6°;
- Период обращения — 92,0 мин;
- Перигей — 384 км;
- Апогей — 396 км.

## Ход экспедиции

### Выходы в открытый космос членов экипажа МКС-4
- 14—15 января 2002 года, длительность 6 часов 3 минуты — астронавты  Юрий Онуфриенко и  Карл Уолз, выход из модуля «Пирс». Перенос с гермоадаптера (ГА) PMA-1 и монтаж на стыковочный отсек (СО1) «Пирс» грузовой стрелы ГСтМ-2, установка антенны РЛС WA-3 (третья антенна системы радиолюбительской связи (РЛС или ARISS (от англ. Amateur Radio on the International Space Station)), установленная на агрегатном отсеке служебного модуля «Звезда» и обеспечивающая работу в диапазонах VHF и UHF[4]).
- 25 января 2002 года, длительность 5 часов 59 минут — астронавты  Юрий Онуфриенко и  Дэниел Бурш, выход из модуля «Пирс». Установка газозащитных устройств EPA (англ. Efflux Protection Assembly), аппаратуры «Платан-М» и антенны РЛС WA-4 (четвёртая антенна системы РЛС, обеспечивающая работу в коротковолновых диапазонах).
- 20 февраля 2002 года, длительность 5 часов 49 минут — астронавты  Карл Уолз и  Дэниел Бурш, выход из модуля «Квест». Подготовка к установке центральной секции S0 Основной фермы и проверка работ систем шлюзового отсека (ШО) «Квест».

### Принятый грузовой корабль
- «Прогресс М1-8», старт 21 марта 2002 года, стыковка к кормовому узлу модуля «Звезда» 24 марта 2002 года.

### Отстыкованный грузовой корабль
- «Прогресс М1-7», отстыковка 19 марта 2002 года и окончание существования 20 марта 2002 года.

### Перестыковка корабля
- «Союз ТМ-33», отстыковка и повторная стыковка к СО1 «Пирс» 20 апреля 2002 года.

### Экспедиции посещения
- STS-108 («Индевор»), старт 5 декабря 2001 года, стыковка 7 декабря 2001 года, отстыковка 15 декабря 2001 года, посадка 17 декабря 2001 года. Дооснащение МКС с использованием грузового модуля MPLM «Рафаэль». Доставка экипажа МКС-4 и возвращение экипажа МКС-3. Выполнен один выход в открытый космос из шаттла «Индевор».
- STS-110 («Атлантис»), старт 8 апреля 2002 года, стыковка 10 апреля 2002 года, отстыковка 17 апреля 2002 года, посадка 19 апреля 2002 года. Доставка и монтаж на МКС центрального звена S0 фермы станции, установка мобильного транспортёра. Выполнено четыре выхода в открытый космос из модуля «Квест».
- Российская экспедиция посещения ЭП-3, включая космического туриста Марка Шаттлворта. Старт на космическом корабле  «Союз ТМ-34» 25 апреля 2002 года, стыковка 27 апреля 2002 года. Отстыковка и посадка 5 мая 2002 года на космическом корабле  «Союз ТМ-33».
- STS-111 («Индевор»), старт 5 июня 2002 года, стыковка 7 июня 2002 года, отстыковка 15 июня 2002 года, посадка 19 июня 2002 года. Дооснащение МКС с использованием грузового модуля MPLM «Леонардо». Доставка экипажа МКС-5 и возвращение экипажа МКС-4. Выполнено три выхода в открытый космос из модуля «Квест».

## Интересные факты
- Во время второго выхода в космос (25 января 2002 года, астронавты Юрий Онуфриенко и Дэниел Бурш), Бурш, соблюдая правила экологической гигиены, протирает свои перчатки полотенцем, которое впоследствии попало в каталог космических объектов Космического командования США за номером 27328 и международным обозначением 1998-067Q[5].